# Sylvia Day
Sylvia June Day (ur. 11 marca 1973 w Los Angeles) – amerykańska pisarka japońskiego pochodzenia, autorka głównie bestsellerowych romansów i powieści erotycznych.
Zyskała popularność cyklem Crossfire, opowiadającym historię namiętnej miłości Evy i Gideona.

## Życiorys
Urodziła się w Kalifornii. Jej powieści regularnie pojawiają się na najważniejszych listach bestsellerów, tj. gazet The New York Times i USA Today. Poza Stanami Zjednoczonymi trafiają na listy bestsellerów w około 30 krajach. Są dostępne w kilkudziesięciu wersjach językowych i sprzedały się na świecie w dziesiątkach milionów egzemplarzy. Ponadto jest autorką romansów historycznych i opowieści „z dreszczykiem”.
Za swoją twórczość otrzymała wiele nagród.

## Książki przełożone na język polski (wybór)[1]
- 2012: Dotyk Crossa (tyt. oryg. Bared to You)
- 2013: Płomień Crossa (tyt. oryg. Reflected in You)
- 2013: Wyznanie Crossa (tyt. oryg. Entwined with You)
- 2014: Wybór Crossa (tyt. oryg. Captivated by You)
- 2016: Tylko Cross (tyt. oryg. One with You)